# Iwona Smulikowska
Iwona Smulikowska, z d. Grochowska (ur. 2 stycznia 1971) – polska lekkoatletka, (sprinterka), mistrzyni Polski.

## Życiorys
Była zawodniczka Orła Warszawa.
Na mistrzostwach Polski seniorów na otwartym stadionie zdobyła: w sztafecie 4 x 100 m - złoto w 1992 i srebro w 1991, srebro w biegu na 200 metrów i brąz w biegu na 100 metrów w 1992. W 1992 została halową mistrzynią Polski seniorek w biegu na 60 metrów, a w biegu na 200 zdobyła na tych samych zawodach brązowy medal.    
Rekordy życiowe:
- 100 m – 11,94 (19.06.1992)
- 200 m – 24,08 (4.07.1992)